# Albert Lindhagen

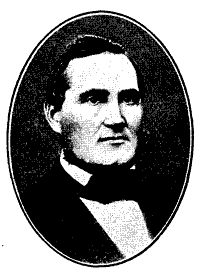
Albert Lindhagen

Claes Albert Lindhagen (* 25. Juli 1823 in Askeby socken, Östergötlands län; † 21. Oktober 1887 in Stockholm) war ein schwedischer Jurist, Abgeordneter im schwedischen Reichstag, Stadtplaner und Initiator des nach ihm benannten Lindhagenplans. Lindhagen war der Vater von Carl Lindhagen (Bürgermeister von Stockholm 1903–1930) und der Frauenrechtlerin Anna Lindhagen.
Albert Lindhagen studierte Jura an der Universität Uppsala und verfolgte anschließend eine juristische Laufbahn. Kurz vor seinem Tod war er Mitglied des Obersten Gerichtshofes (Högsta domstolen). Hauptsächlich war Lindhagen jedoch ein einflussreicher Baupolitiker. Er stand hinter den neuen Gesetzesvorschlägen zum Gesundheitsrecht, zum Ordnungsrecht, zum Baurecht und zum Brandrecht für die Städte des Reiches und das Reich selbst. Ihm ist es zu verdanken, dass die Holzhausbebauung im innerstädtischen Bereich aus Brandschutzgründen nahezu verboten wurde und dass viele Gebäude an das städtische Frisch- und Abwassernetz angeschlossen wurden.
Albert Lindhagen war stark vom französischen Stadtplaner Georges-Eugène Haussmann und dessen Neugestaltung von Paris inspiriert. Lindhagen war Verfasser des nach ihm benannten Lindhagenplans von 1866, dem Bebauungsplan für die Umgestaltung Stockholms von einer Kleinstadt zur Großstadt. Darin legte er ein Netz von viereckigen Wohnblocks über die Stadt, getrennt durch breite Boulevards und Alleen. In diesem Bebauungsplan machte er beispielsweise den Vorschlag den Sveavägen vom Brunnsviken im Norden bis zum Stadtschloss im Süden zu einer 70 Meter breiten Prachtstraße gleich einer Champs-Elysées auszubauen. Der Lindhagenplan wurde aus Kostengründen in einer etwas abgeschwächten Form beschlossen, aber nur teilweise umgesetzt. Der Sveavägen wurde nur 33 Meter breit und reichte im Süden nur bis zur Kungsgatan. Einige von Lindhagens Ideen wurden jedoch im Rahmen der Neugestaltung der Stockholmer City (Norrmalmsregleringen) in den 1940er und 1950er Jahren wieder aufgegriffen und diskutiert.
Albert Lindhagen hat sich auch im Schul- und Ausbildungswesen verdient gemacht. Von 1862 bis 1879 gehörte er zum Aufsichtsrat der Stockholmer Volksschulen und war 1878 maßgeblich an der Gründung der Universität Stockholm beteiligt. Nach ihm sind die Lindhagensgatan und der Platz Lindhagensplan in Stockholm benannt.

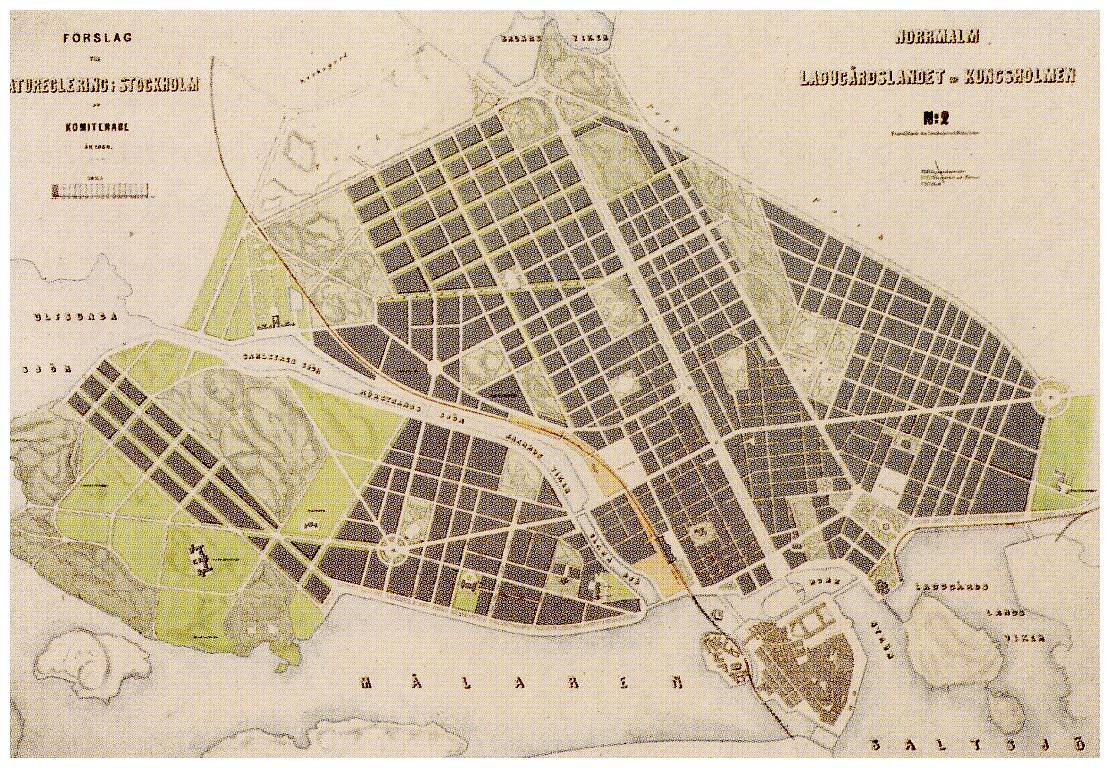
Lindhagenplan von 1866 für Norrmalm och Kungsholmen
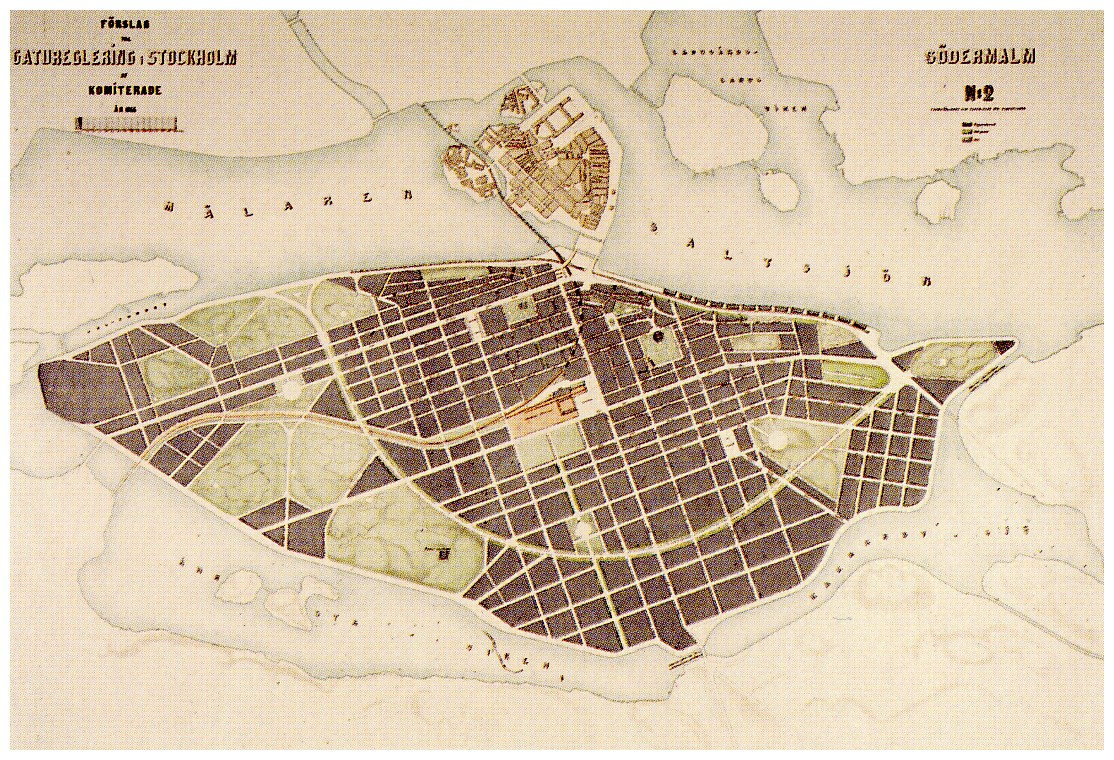
Lindhagenplan von 1866 für Södermalm in Stockholm

| Personendaten    | Personendaten                                                |
| ---------------- | ------------------------------------------------------------ |
| NAME             | Lindhagen, Albert                                            |
| ALTERNATIVNAMEN  | Lindhagen, Claes Albert (vollständiger Name)                 |
| KURZBESCHREIBUNG | schwedischer Politiker, Mitglied des Riksdag und Stadtplaner |
| GEBURTSDATUM     | 25. Juli 1823                                                |
| GEBURTSORT       | Askeby socken                                                |
| STERBEDATUM      | 21. Oktober 1887                                             |
| STERBEORT        | Stockholm                                                    |